# Sony Ericsson Xperia arc S
Sony Ericsson Xperia arc S (Xperia LT18i) là một điện thoại thông minh cao cấp được phát triển bởi Sony Ericsson chạy hệ điều hành Android 2.3.4 (Gingerbread) của Google. Và cũng là một bản nâng cấp của Xperia Arc. Đây là điện thoại cuối cùng mang thương hiệu Sony Ericsson, trước khi Sony mua cổ phần của Ericsson trong liên doanh.
Được phát hành vào tháng 10 năm 2011. Những cải tiến chính của thiết bị so với thiết bị tiền nhiệm là 1.4   GHz Scorpion Snapdragon CPU và 14.4Mbit / s HSDPA, so với các mô hình tương tự chỉ ở mức 1.0 GHz và 7.2Mbit/s HSDPA trong thiết bị Xperia Arc.. Ngoài việc nâng cấp tốc độ CPU và nâng cấp tốc độ HSDPA, phần cứng bổ sung vẫn không thay đổi.
Vào ngày 26 tháng 7 năm 2012, Sony Mobile Communications đã chính thức xác nhận thông qua trang Facebook của họ rằng Xperia arc S cùng với Xperia Mini Pro sẽ không được bản cập nhật Android 4.1 Jelly Bean. Tuy nhiên, tuyên bố này sau đó đã được rút lại và Sony đã đưa ra một tuyên bố mới cho biết họ đang điều tra khả năng nâng cấp phần mềm cho cả hai thiết bị. Tuy nhiên, kể từ tháng 12 năm 2015, việc nâng cấp chưa được thực hiện.

## Phần cứng
Arc S có màn hình cảm ứng điện dung 4.2 inch và được trang bị camera 8.1 megapixel với Exmor R để chụp thiếu sáng. Camera hỗ trợ video độ phân giải cao 720p.
Thiết bị đi kèm với thẻ nhớ microSD 8 GB để người dùng lưu trữ và có thể mở rộng lên tới 32 GB (SDHC) hoặc 64 GB (SDXC).
Được phát hành với các màu như: "Pure White", "Midnight Blue", "Misty Silver", "Gloss Black", "Sakura Pink".

### Máy ảnh và video
- Camera 8.1 megapixel với đèn flash LED và lấy nét tự động
- Sony Exmor ™ R cho cảm biến CMOS di động
- Zoom thông minh 16x
- Khẩu độ f / 2.4
- Quay video HD (720p), tối đa 30 khung hình mỗi giây
- Quét toàn cảnh 3D
- Phát lại hình ảnh, các định dạng được hỗ trợ: BMP, GIF, JPEG, PNG, WBMP
- Chụp ảnh, định dạng được hỗ trợ: JPEG
- Phát lại và ghi video, các định dạng được hỗ trợ: 3GPP, MP4
- Video Adobe Flash được tăng tốc độ xử lý

### Kết nối và giao tiếp
- Hỗ trợ USB tốc độ cao 2.0 và Micro USB
- Chức năng có điểm truy cập Wi-Fi và Wi-Fi
- Hỗ trợ HDMI
- Chứng nhận DLNA
- Đồng bộ hóa qua Exchange ActiveSync, Google Sync và Facebook
- aGPS
- Trình duyệt web WebKit với pan và zoom
- Công nghệ Bluetooth

### Bộ nhớ
- Lưu trữ điện thoại nội bộ: tối đa 2 GB
- RAM: 512   MB
- Khe cắm mở rộng: microSD, tối đa 64 Gb

### Mạng
- GSM GPRS / EDGE 850 MHz, 900 MHz, 1800 MHz, 1900 MHz
- UMTS HSPA 900 MHz, 2100 MHz (Toàn cầu trừ Châu Mỹ)
- UMTS HSPA 800 MHz, 850 MHz, 1900 MHz, 2100 MHz (Châu Mỹ)

### Giải trí
- Nhận dạng nhạc TrackID
- Trải nghiệm xLOUD - công nghệ lọc âm thanh của Sony
- Đài FM với RDS
- Giắc âm thanh 3.5 mm cho tai nghe
- Phát lại âm thanh, các định dạng được hỗ trợ: MP3, 3GPP, MP4, SMF, WAV, OTA, Ogg Vorbis
- Ghi âm, các định dạng được hỗ trợ: 3GPP, MP4, AMR
- Chơi game 3D và chuyển động
- Timescape tích hợp Twitter
- Facebook bên trong Xperia 2.0
- Sony Entertainment Network (chỉ các thị trường được chọn)

### Hiển thị
- Màn hình LCD 4.2 ", 854x480 pixel 16.777.216
- Hiển thị thực tế với Động cơ BRAVIA® di động
- Tấm chống trầy, chống vỡ trên kính khoáng
- Màn hình cảm ứng điện dung với bàn phím QWERTY trên màn hình
- Chụp ảnh màn hình

## Phần mềm
Lúc phát hành sản phẩm sử dụng hệ điều hành Android 2.3.4 và được cập nhật lên Android 4.0.3 vào tháng 1 năm 2012 và cuối cùng cập nhật lên phiên bản Android 4.0.4 vào tháng 5 năm 2012.
Ứng dụng được tải sẵn
- Google Voice Search
- Google Talk
- Google Mail
- Google Calendar
- Google Gallery 3D
- Google Maps with Street View